# Енукидзе, Авель Сафронович
А́вель Сафро́нович Енуки́дзе (груз. აბელ სოფრონის ძე ენუქიძე, псевдонимы — Абдул, «Золотая рыбка»; 7 (19) мая 1877, Цкадиси, Кутаисская губерния — 30 октября 1937, Москва) — российский революционный, советский государственный и политический деятель. Член ВКП(б), член ВЦИК, секретарь ЦИК СССР. Был делегатом 6, 8, 9, 11—17-го съездов партии. Член Центральной контрольной комиссии ВКП(б) (1924—1934). Член ЦК ВКП(б) (1934—1935).
Крёстный отец жены Иосифа Сталина Надежды Аллилуевой. Расстрелян в 1937 году, реабилитирован посмертно.

## Биография
Сын крестьянина, до 12 лет жил в деревне. Учился в сельской школе, в 1889—1892 гг. — в уездном училище Менгрелии, в 1893 г. переехал в Тифлис учиться и окончил Тифлисское техническое училище (1897). Затем работал в тифлисских железнодорожных мастерских, в 1898 был переведён в бакинское депо помощником паровозного машиниста.
В автобиографии отмечал: «С начала 1894 г. в Тифлисе … стали организовываться ученические нелегальные кружки. Кружок, в котором я принимал участие с 1894 г., имел сначала программу полунационалистическую-полумарксистскую. С весны 1896 г. я был членом уже смешанного кружка, состоящего из рабочих и учащихся, и с этого момента начинается моё марксистское воспитание».
В 1899 году в числе основателей бакинской социал-демократической организации, тесно сотрудничает с приехавшим в начале 1900 г. в Баку Вл. Кецховели, член созданного ими Бакинского комитета РСДРП. В начале 1901 года уволился с работы, став профессиональным революционером и перейдя на полулегальное положение. Был одним из основателей подпольной типографии «Нина», в которой работал до 1906 года. С 1902 года неоднократно арестовывался, заключался в «Кресты», но получал освобождение (бежал). После второго ареста в 1902 году вместе с Кецховели был переведен в тифлисский Метехский замок, где находился до лета 1903 г.
Вёл партийную работу в Закавказье, Ростове-на-Дону, столицах. Впервые встретился с В. И. Лениным, которого знал по переписке ещё с 1901 года, на совещании членов ЦК РСДРП в Петербурге в конце 1905 года.
C мая 1908 г. по июль 1910 г. в ссылке в Онеге, имел трёхмесячный побег в сентябре 1908 года, во время которого «скитался» в Петербурге и Финляндии, а затем добровольно вернулся в Онегу.
В июле 1914 был арестован (в седьмой раз) и в октябре того же года сослан в Енисейскую губ., Туруханский край. В конце 1916 был призван в армию, служил рядовым в Красноярске (14-й сибирский стрелковый полк).

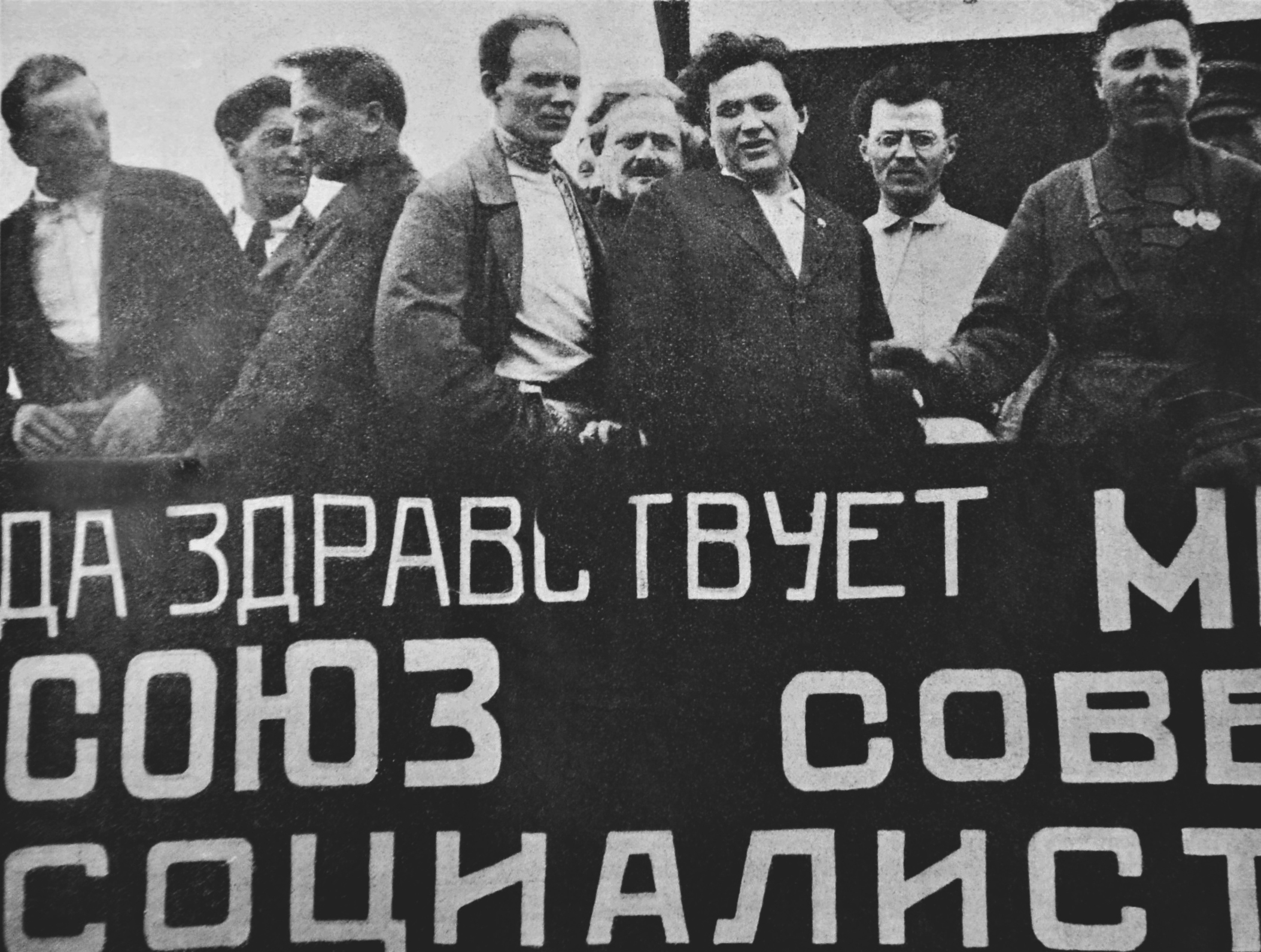
Енукидзе (в центре на заднем плане) на торжественной встрече с французским знаменем Парижской коммуны, привезённом в Москву французскими коммунистами в 1924 году. Слева от Енукидзе — Н. К. Антипов, справа — Г. Е, Зиновьев. Крайний справа — К. Е. Ворошилов

В феврале 1917 отправлен на фронт, через Петроград, куда прибыл 27 февраля (по старому стилю), то есть в первый день Февральской революции, и принял активное участие в революционных выступлениях войск.
До апреля 1917 занимался пропагандой в частях петроградского гарнизона, когда был избран во ВЦИК, затем на 1-м съезде Советов был избран туда же от большевиков.
С июня 1917 член Петроградского совета и исполкома. Участник Октябрьского вооруженного восстания, член Петроградского ВРК, участник 2-го Всероссийского съезда Советов.
После 2-го съезда советов (Октябрьская революция) с ноября 1917 до осени 1918 заведовал военным отделом ВЦИК.
С октября 1918 член Президиума и секретарь ВЦИК.
С 31 декабря 1922 года по 3 марта 1935 года секретарь ЦИК СССР.
Член комиссии по организации похорон Ленина.
С 1924 член ЦКК ВКП(б), в 1927—34 гг. член президиума ЦКК.
В 1925 г. в Москве вышла работа А. Енукидзе «Наши подпольные типографии на Кавказе».
В 1925—1927 гг. председатель Комиссии по контролю за повседневной деятельностью Академии наук.
Постановление ЦИК СССР, вышедшее в день убийства С. М. Кирова 1 декабря 1934 года об изменениях в Уголовно-процессуальном кодексе (ускорение сроков расследования дел обвиняемых в подготовке или проведении террористических актов, слушание их дел без участия защиты, приведение в исполнение смертных приговоров особо опасным преступникам немедленно), было подписано лишь секретарем ЦИК А. С. Енукидзе, без подписи М. И. Калинина.

### Падение
На Енукидзе указывают как на центральную фигуру т. н. «Кремлёвского дела».
В ходе расследования Кремлёвского дела Енукидзе был снят с поста секретаря ЦИК СССР.
3 марта 1935 г. Енукидзе был переведён на должность секретаря ЦИК Закавказской федерации, а уже 21 марта Политбюро постановило разослать членам ЦК и комиссий партийного и советского контроля «Сообщение ЦК ВКП(б) об аппарате ЦИК СССР и тов. Енукидзе», в котором Енукидзе обвинялся в потере политической бдительности. Тогда Енукидзе обратился за поддержкой к Ворошилову и Орджоникидзе, прося избавить его от необходимости ехать в Закавказье. В итоге 13 мая Енукидзе по его просьбе был назначен уполномоченным ЦИК по Минераловодской группе. Енукидзе перевели на Кавказ, он был назначен начальником Кавказских курортов.
На заседании Пленума ЦК ВКП(б) 5-7 июня 1935 года был рассмотрен вопрос «О служебном аппарате Секретариата ЦИК Союза ССР и товарище А. Енукидзе».
В Резолюции пленума от 07.06.1935 указывалось:
1. Одобрить мероприятия контрольных органов по проверке и улучшению служебного аппарата Секретариата ЦИК Союза ССР.
2. За политическое и бытовое разложение бывшего секретаря ЦИК тов. А. Енукидзе вывести его из состава ЦК ВКП(б) и исключить из рядов ВКП(б).
22 июля 1935 года Л. П. Берия выступил в Тифлисе с докладом «К вопросу об истории большевистских организаций в Закавказьe», в котором содержалась резкая критика Енукидзе. В. З. Роговин подмечает, что Енукидзе стал первым исключённым из состава ЦК, избранного XVII съездом, прозванного впоследствии «Съездом расстрелянных». Енукидзе был избран членом ЦК впервые именно на том съезде, до этого 13—16-м съездах избираясь членом ЦКК.
7 сентября 1935 г. Сталин послал Кагановичу, Ежову и Молотову шифровку, в которой назвал назначение Енукидзе в Минеральные Воды ошибкой. Он потребовал перевести его на второстепенную должность в Ростов-на-Дону или в Харьков. Кроме того, Сталин обвинил Г. К. Орджоникидзе, что тот продолжает «вести дружбу» с Енукидзе. Последний некоторое время игнорировал прямое указание Политбюро ехать в Харьков на должность начальника конторы управления автодорожного транспорта, но всё же в конце концов вынужден был покинуть Минеральные Воды. Последняя должность перед арестом — директор Харьковского облавтотранстреста. Несмотря на столь вызывающее поведение, Енукидзе в июне 1936 г. на пленуме ЦК ВКП(б) был восстановлен в партии (очевидно, под давлением «ближнего круга» Сталина). Спустя полгода, 11 февраля 1937 г., за неделю до смерти Орджоникидзе, он был арестован в Харькове.

 Полпред А. А. Бекзадян в 1935 году на общем собрании сотрудников полпредства, делая доклад о Пленуме ЦК, заявил: «Енукидзе напрасно обидели, он крупнейший революционер Закавказья и его съели на почве личных счетов». — 
Александр Орлов в своей книге «Тайная история сталинских преступлений» отводит Енукидзе отдельную главу, где пишет:
Своим следователям Енукидзе сообщил действительную причину конфликта со Сталиным. 
— Всё моё преступление, — сказал он, — состоит в том, что когда он сказал мне, что хочет устроить суд и расстрелять Каменева и Зиновьева, я попытался его отговаривать. «Coco, — сказал я ему, — спору нет, они навредили тебе, но они уже достаточно пострадали за это: ты исключил их из партии, ты держишь их в тюрьме, их детям нечего есть. Coco, — сказал я, — они старые большевики, как ты и я. Ты не станешь проливать кровь старых большевиков! Подумай, что скажет о нас весь мир!» Он посмотрел на меня такими глазами, точно я убил его родного отца, и сказал: «Запомни, Авель, кто не со мной — тот против меня!»
После ареста Енукидзе был обвинён в измене Родине и шпионаже, а также в причастности к покушению на А. А. Жданова. Также против него были выдвинуты обвинения в участии в так называемом «военно-фашистском заговоре в РККА» («Дело Тухачевского»), ставившем своей целью осуществление в СССР военного переворота и свержение власти большевистской партии. При этом, по версии следствия, Енукидзе был одной из ключевых фигур этого заговора: им якобы был завербован комендант Кремля Р. А. Петерсон, которому заговорщики поручили подготовку кадров для захвата Кремля в момент начала военного переворота. Также Енукидзе обвинялся в том, что это именно он ещё в 1928 году завербовал М. Н. Тухачевского.
Имя Енукидзе было включено в сталинский расстрельный список, датированный 10 июля 1937 года, однако Сталин вычеркнул его оттуда, сопроводив вычёркивание припиской: «подождать пока». По-видимому, Сталин намеревался использовать Енукидзе в качестве одного из подсудимых на уже готовившемся тогда Третьем Московском процессе («Антисоветского право-троцкистского блока»), однако договориться с ним об этом не удалось. Повторно включён в сталинский расстрельный список, датированный 21 октября 1937 года. Приговорён к расстрелу Сталиным, Молотовым, Ворошиловым и Кагановичем. 29 октября 1937 года приговор был формально утверждён на заседании Военной коллегией Верховного суда СССР. Казнён 30 октября 1937 года. Вместе с ним в одной партии приговоренных была расстреляна целая группа знаменитых деятелей ВКП(б), старых большевиков, членов и кандидатов в члены ЦК (А. В. Шотман, И. А. Акулов, А. В. Медведев, А. М. Назаретян, Н. Н. Демченко, В. И. Полонский, Б. П. Шеболдаев, А. И. Криницкий, М. М. Хатаевич, В. П. Милютин, А. С. Киселёв, И. П. Павлуновский, И. Ф. Кодацкий, М. С. Чудов, П. И. Струппе, М. О. Разумов, И. Д. Кабаков, М. А. Дейч, И. П. Жуков, А. И. Муралов, Ф. И. Локацков, И. П. Румянцев, Д. З. Лебедь, Б. А. Семёнов, С. С. Лобов, В. П. Шубриков и др.). Место захоронения — «могила невостребованных прахов» № 1 крематория Донского кладбища.
Через полтора месяца Сталин по неизвестной причине распорядился опубликовать официальное сообщение о расстреле Енукидзе с ложной датой казни. В номере газеты «Правда» от 20 декабря 1937 года было помещено фальсифицированное извещение, озаглавленное «В Военной Коллегии Верховного Суда Союза ССР», из которого явствовало, что 16 декабря 1937 года якобы состоялось закрытое заседание Военной коллегии Верховного Суда, на котором было рассмотрено дело по обвинению Енукидзе и ещё семи подсудимых «в измене родине, террористической деятельности и систематическом шпионаже в пользу одного из иностранных государств». Также сообщалось, что все обвиняемые признали свою вину, были приговорены к расстрелу и казнены. Помимо Енукидзе это якобы были: Карахан Л. М., Орахелашвили И. Д., Шеболдаев Б. П., Ларин В. Ф., Метелёв А. Д., Цукерман В. М., Штейгер Б. С.. При этом ни один из этих людей в действительности не был расстрелян ни 16-го, ни какого бы то ни было иного числа декабря месяца 1937 года (кроме Орахелашвили, расстрелянного в декабре 1937 г. в Тбилиси), поскольку все они были расстреляны ещё в августе, сентябре и октябре, причём в разные дни и по разным обвинениям. С какой целью была осуществлена данная фальсификация — достоверно неизвестно до сих пор.

 Хорошо, — это наше счастье, — что СТАЛИН сам рано заметил, почувствовал опасность приближения к нему фашистских террористических убийц и стал принимать меры, не поддался на уговоры пощадить Енукидзе (эту самую подлую и замаскированную гадину), вышвырнул его со всей бандой из Кремля, организовал новую, надежную охрану и назначил т. ЕЖОВА — этого скромного и кропотливого работника — и стал распутывать клубки и узлы фашистских замыслов о кровавой реставрации капитализма. — Из письма Е. А. Щаденко к жене от 18.06.1937
Реабилитирован 3 октября 1959 года. ВКВС СССР. В 1960 году дело Енукидзе было пересмотрено и он был посмертно реабилитирован как жертва сталинских репрессий, а также восстановлен в коммунистической партии.

#### Сексуальные девиации
Пикантность процесса над Енукидзе в том, что он единственный из советских деятелей такого уровня был официально обвинён в систематическом совращении малолетних девочек. Входившая в семейный круг Сталина Мария Сванидзе писала в дневнике 28 июня 1935 года:

 «Авель, несомненно, сидя на такой должности, колоссально влиял на наш быт в течение 17 лет после революции. Будучи сам развратен и сластолюбив, он смрадил всё вокруг себя: ему доставляло наслаждение сводничество, разлад семьи, обольщение девочек. Имея в своих руках все блага жизни, недостижимые для всех, в особенности в первые годы после революции, он использовал всё это для личных грязных целей, покупая женщин и девушек. Тошно говорить и писать об этом. Будучи эротически ненормальным и, очевидно, не стопроцентным мужчиной, он с каждым годом переходил на всё более и более юных, и наконец докатился до девочек в 9-11 лет, развращая их воображение, растлевая их, если не физически, то морально. Это фундамент всех безобразий, которые вокруг него происходили. Женщины, имеющие подходящих дочерей, владели всем. Девочки за ненадобностью подсовывались другим мужчинам, более неустойчивым морально. В учреждение набирался штат только по половым признакам, нравившимся Авелю. Чтобы оправдать свой разврат, он готов был поощрять его во всём». 

## Награды
- Орден Ленина — 17.12.1932 «за исключительные заслуги в деле образования Союза Советских Социалистических Республик, его непрерывную десятилетнюю деятельность по организации братского сотрудничества союзных республик и укрепления равенства всех народов, населяющих СССР»[20] (первый человек, награждённый этим орденом под № 3; № 1 была награждена газета «Комсомольская правда», № 2 — завод МЭЛЗ)
- Орден Трудового Красного Знамени

## Семья
Двоюродный брат Авеля Енукидзе — Трифон Енукидзе возглавлял управление Гознака в Москве. Родился в 1877 г. в с. Цкадиси Рачинского уезда Кутаисской губ. грузин; образование низшее, член ВКП(б). На момент ареста управляющий фабрикой Гознак. Проживал: г. Москва, Олсуфьевский пер., д. 7, кв. 1. Арестован 16.07.1937 г. Внесён в Сталинский расстрельный список от ноября 1937 г. [V Быв.ответ.работники Наркоматов] -по 1-й категории («за» Молотов, Сталин, Ворошилов, Каганович, Жданов). Осуждён к ВМН ВКВС СССР по обвинению во «вредительстве и к.-р. троцкистской деятельности» 26.11.1937 г. Расстрелян в тот же день. Место захоронения — «могила невостребованных прахов» № 1 крематория Донского кладбища. Реабилитирован посмертно ВКВС СССР 20.06.1956 г.

## Память
В 1934—1937 годах город Амбролаури именовался городом Енукидзе, а Амбролаурский район — Енукидзинским.
Имя А. С. Енукидзе носили:
- Ленинградский Восточный институт имени А. С. Енукидзе
- Авиационный завод № 21 имени А. С. Енукидзе в Горьком.

Почётный курсант Московского высшего военного командного училища.
Имя Енукидзе носит одна из улиц Тбилиси.

## Енукидзе и писатель М. А. Булгаков
По мнению некоторых исследователей, А. С. Енукидзе послужил одним из прототипов персонажа романа Булгакова «Мастер и Маргарита» Аркадия Аполлоновича Семплеярова, председателя «акустической комиссии московских театров». В 1922—1935 годах А. С. Енукидзе являлся председателем Правительственной комиссии по руководству Большим и Художественными театрами. В 1934 году М. А. Булгаков направил А. С. Енукидзе прошение о поездке за границу, но тот перенаправил прошение писателя в ЦК партии, в результате поездка была сорвана. Таким образом, М. А. Булгаков своеобразно «отомстил» А. С. Енукидзе, выведя его в романе. По сюжету, во время сеанса чёрной магии в Театре Варьете, который проводили Воланд и его свита, Семплеяров требует «разоблачения» фокусов, в частности с появлением червонцев. В итоге «разоблачают» его самого и публично уличают в измене (не государственной, а измене жене).

### Комментарии
1. ↑  Половая развращенность была свойственна и другим советским «вождям». Так, престарелый М. И. Калинин увлекался балеринами, Н. А. Булганин — оперными певицами, Н. И. Ежов был бисексуалом и любил заниматься сексом с женой и мужчиной одновременно, Н. С. Хрущёв был регулярным бабником и т.д.[19]